# Глюкозамин
Глюкозами́н — вещество, вырабатываемое хрящевой тканью суставов, является компонентом хондроитина и входит в состав синовиальной жидкости.
Прежние названия — хитозамин (англ. chitosamin) и маннозамин (англ. mannosamin).
Глюкозамин не эффективен в качестве лекарства при артрите и других заболеваниях суставов. Международное общество по изучению остеоартроза (англ. Osteoarthritis Research Society International, OARSI) с 2014 года не рекомендует глюкозамин для лечения суставов.

## Общее описание
Глюкозамин продаётся в разных странах как пищевая добавка и как лекарственное средство. Он бездоказательно рекламируется как для уменьшения болевого синдрома при артрите, так и для предотвращения заболеваний суставов.
Глюкозамин впервые был получен в 1876 году немецким хирургом Георгом Леддерхозе (нем. Georg Ledderhose) гидролизом хитина концентрированной соляной кислотой.
Структурную формулу глюкозамина определил Уолтер Хоуорс (англ. Walter Haworth) в 1939 году.
По химической структуре глюкозамин является моносахаридом, служит в качестве важного прекурсора в биохимическом синтезе гликозилированных белков и липидов. Поскольку глюкозамин представляет собой предшественник гликозаминогликанов, которые являются основным компонентом суставных хрящей, на этом было основано предположение, что его применение может способствовать восстановлению хрящевой ткани и лечению артрозов.
При использовании в медицине глюкозамин относят к группе антиревматологических препаратов (к группе англ. M01AX: Other antiinflammatory and antirheumatic agents, non-steroids по ATC). По российской фармакологической классификации его относят к корректорам метаболизма костной и хрящевой ткани. Как правило, используется для лечения остеоартрита, хотя его применение в качестве лекарственного средства до сих пор является спорным. В США препарат не получил одобрения FDA для медицинского применения и является биологически активной добавкой.

### Биологическое значение
Глюкозамин является компонентом хрящевой ткани.
По международным нормам рекомендованное потребление человеком глюкозамина в форме гидрохлорида или сульфата — 1,5 г в сутки.
Уровень потребления для взрослых глюкозамина сульфата, рекомендуемый Федеральной службой по надзору в сфере защиты прав потребителей и благополучия человека РФ, составляет 700 мг в сутки.

### Производство
Глюкозамин производится из хитина, получаемого из раковин моллюсков и оболочек морских членистоногих.
Существует альтернативный метод получения глюкозамина из кукурузы с помощью плесневого грибка аспергилл чёрный (лат. Aspergillus niger), он применяется для производства глюкозамина для вегетарианцев.

## Эффективность и безопасность
Для глюкозамина отсутствуют научные доказательства эффективности применения как в качестве лекарства для уменьшения болевого синдрома при артрите, так и в качестве БАД для предотвращения заболеваний суставов.
Применяемый в симптоматическом лечении с целью снижения боли, глюкозамин не влияет на болевые ощущения при остеоартрите (действует как плацебо). Все свидетельства о положительном эффекте недостоверны.
Применяемый в функциональном лечении с целью восстановления функций суставов, глюкозамин не оказывает терапевтического эффекта (действует как плацебо). Свидетельства о положительном эффекте глюкозаминовой терапии недостоверны.
В 2014 году Международное общество по изучению остеоартроза (OARSI) на основании научных данных отнесло глюкозамин к неподходящим для терапии суставов препаратам, а для использования в качестве препарата для снижения боли по нему нет однозначных данных.

### Клинические исследования
Клинические исследования, в результатах которых указано снижение боли в результате приёма глюкозамина, имеют низкое качество (их результаты не достоверны). В исследованиях высокого качества разница между плацебо и глюкозамином не обнаруживается.
Результаты клинических испытаний эффективности глюкозамина при лечении остеоартроза противоречивы. Хотя несколько небольших клинических испытаний показали эффективность глюкозамина при снятии болевого синдрома, другие клинические испытания этого не подтверждают. Самое большое и хорошо организованное исследование, проведённое в США в 2002—2006 годах, не выявило статистически значимой средней эффективности глюкозамина и сочетания глюкозамина/хондроитина по сравнению с плацебо, за исключением подгруппы пациентов с более сильной болью, для которых сочетание глюкозамина/хондроитина показало небольшое отклонение в сторону улучшения состояния. В 2010 году в BMJ был опубликован метаанализ, показавший, что по сравнению с плацебо глюкозамин, хондроитин и их сочетание не уменьшают боль в суставах и не влияют на сужение суставной щели. 
В 2011 году было произведено исследование концентрации глюкозамина в плазме и внутрисуставной жидкости после перорального приёма глюкозамина в форме кристаллов глюкозамина сульфата. В результате исследования была выявлена более чем шестикратная разница (<10-67 нг/мл) в концентрации глюкозамина во внутрисуставной жидкости среди добровольцев, участвовавших в исследовании, что может отчасти объяснить противоречивость результатов предыдущих клинических испытаний. Также существуют предположения о более высокой эффективности глюкозамина сульфата по сравнению с более распространённым глюкозамина гидрохлоридом.
Рандомизированное исследование влияния добавок глюкозамина и хондроитина  на уровень показателей воспаления, таких как C-реактивный белок у здоровых людей с избыточным весом, показало, что эти добавки могут снизить системное воспаление.

## Фармакологические свойства
По утверждениям производителей глюкозамина, он увеличивает проницаемость суставной капсулы, восстанавливает ферментативные процессы в клетках синовиальной мембраны и суставного хряща. Способствует фиксации серы в процессе синтеза хондроитинсерной кислоты, облегчает нормальное отложение Ca2+ в костной ткани, тормозит развитие дегенеративных процессов в суставах, восстанавливает их функцию, уменьшая суставные боли.
Фармакологически совместим с НПВП и глюкокортикостероидами.